# Dumplin’ – Így kerek az élet
A Dumplin’ – Így kerek az élet (eredeti cím: Dumplin’) 2018-as amerikai filmvígjáték, amelyet Anne Fletcher rendezett és Kristin Hahn írt. A film Julie Murphy azonos című ifjúsági regénye alapján készült. A filmben Danielle Macdonald alakítja Willowdean „Dumplin’” Dicksont, Jennifer Aniston az édesanyját, Rosie Dicksont, Odeya Rush pedig a legjobb barátnőjét, Ellen Dryvert. 
A filmet Amerikai Egyesült Államokban 2018. december 7-én mutatták be, Magyarországon 2019. április 4-én a Hungaricom forgalmazásában.

## Cselekmény
Egy tinédzser, Willowdean az egykori szépségkirálynő édesanyja, Rosie árnyékában él, aki a Dumplin' becenevet adta neki.
Rosie ideje nagy részében elfoglalt, mert segíti a helyi versenyek lebonyolítását, így nem sok ideje marad a lányára. Willowdean és legjobb barátnője, Ellen belefáradnak a mellőzöttségbe, ezért úgy döntenek, tiltakozásképpen beneveznek a következő szépségversenyre.
A szépségverseny kezdete előtt egy másik túlsúlyos lány, Millie is arra ösztönzi Willowdean-t, hogy nevezzen be, mivel mindig is ez volt az álma. Willowdean elkeseredik, mert soha nem akart inspiráció lenni.
Egy Hannah nevű lázadó lány is csatlakozik hozzájuk, mivel nem tetszik neki, ahogy a szépségversenyek tárgyiasítják a nőket. A lányok szoros barátságot kötnek egymással, miközben megtanulják, hogy szépségkirálynőnek lenni több, mint amiről valaha is álmodni mertek.

## Szereplők
- Danielle Macdonald – Willowdean „Dumplin’” Dickson
- Jennifer Aniston – Rosie Dickson
- Odeya Rush – Ellen „Elle” Dryver
- Maddie Baillio – Millie Mitchellchuck
- Bex Taylor-Klaus – Hannah Perez
- Luke Benward – Bo Larson
- Georgie Flores – Callie Reyes
- Dove Cameron – Bekah Colter
- Harold Perrineau – Lee Wayne / Rhea Ranged
- Kathy Najimy – Mrs. Mitchellchuck
- Ginger Minj –t Candee Disch
- Hilliary Begley – Lucy Dickson
- Sam Pancake – Dale
- Dan Finnerty – Eugene Reed
- Molly McNearney – Delia Shepherd
- Tian Richards – Marcus
- Ryan Dinning – Patrick
- Andrew Fletcher – Tim

## Megjelenés
2018 szeptemberében a Netflix megvásárolta a film forgalmazási jogait. 2018. december 7-én került a mozikba.

## Fordítás
- Ez a szócikk részben vagy egészben  a   Dumplin' (film) című angol Wikipédia-szócikk fordításán alapul.  Az eredeti cikk szerkesztőit annak laptörténete sorolja fel. Ez a jelzés csupán a megfogalmazás eredetét és a szerzői jogokat jelzi, nem szolgál a cikkben szereplő információk forrásmegjelöléseként.